# Савченко, Антон Олегович
Антон Олегович Савченко (13 октября 1992 — 12 мая 2025) — штатный военный священник Русской православной церкви, помощник командира по работе с верующими во 2-й отдельной бригаде Ленинградского военного округа. Настоятель в храме Святого Благоверного Князя Димитрия Донского при воинской части № 64044. Клирик Свято-Троицкого кафедрального собора в Пскове.
Герой Российской Федерации (2025, посмертно).

## Биография
Иерей Антоний Савченко родился 13 октября 1992 года. Был крещён в честь преподобного Антония Леохновского. Рукоположен в сан диакона 17 марта 2013 года, в сан пресвитера — 14 апреля 2013 года.
12 мая 2025 года погиб в результате удара ракетной системы залпового огня HIMARS в ходе вторжения России на Украину. До своей гибели успел спасти пять человек.
14 мая патриарх Московский и всея Руси Кирилл наградил Антона Савченко орденом Святого благоверного князя Дмитрия Донского I степени. Священник был похоронен за алтарём храма Пророка Божия Илии в посёлке Выбуты Псковского района.
3 июня 2025 года президент России Владимир Путин своим указом присвоил Антону Савченко звание Героя Российской Федерации посмертно «за мужество и героизм, проявленные при исполнении гражданского долга».